# Jujeh kabab

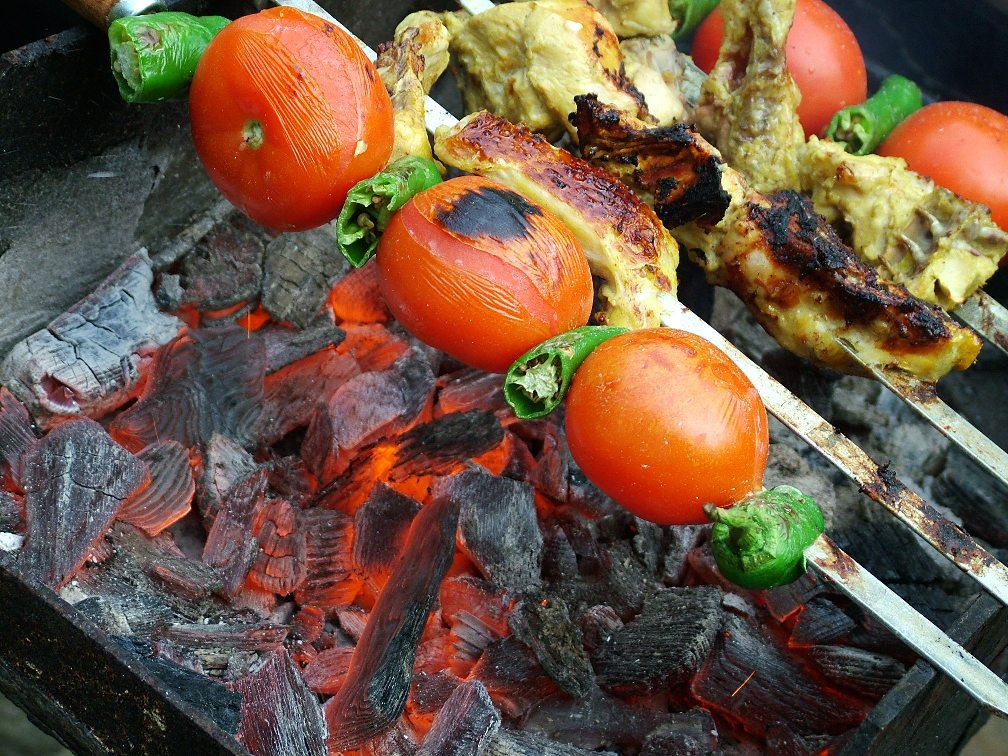
Jujeh kabab con tomates y pimientos a la parrilla

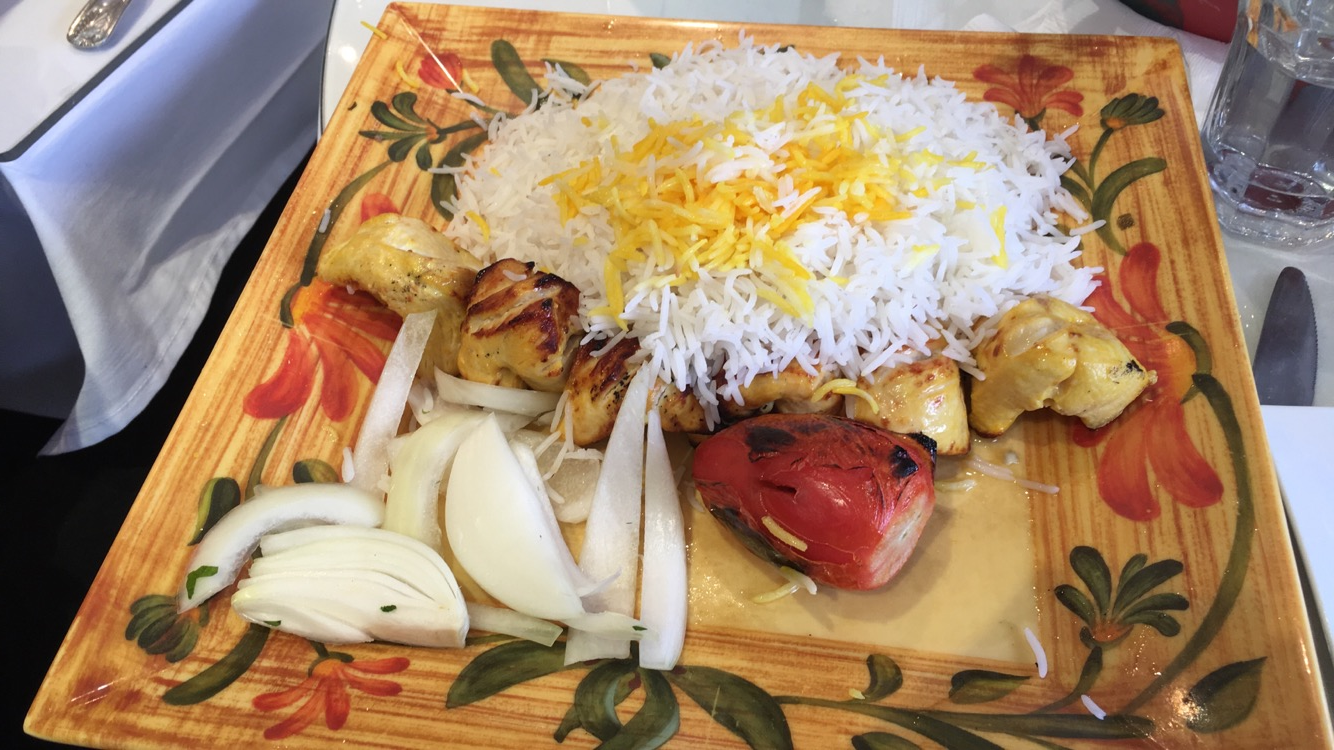
Jujeh Kabab durante el nouruz

El jujeh kabab (en persa: جوجه‌ کباب, 'pollo a la parrilla') es un plato iraní que consiste en piezas de pollo a la parrilla con o sin hueso. Este es uno de los platos más comunes y populares de Irán. Es común marinar las piezas en cebolla picada, jugo de limón y algunas veces azafrán.
Por influencia del inglés, a veces se escribe como kebab joojay o kabab joojeh. A menudo se sirve en arroz chelo o envuelto en pan lavash, que son alimentos básicos en la cocina iraní. El primero se sirve más a menudo en restaurantes y fiestas elaboradas, como recepciones de bodas, mientras que el segundo se suele comer en entornos domésticos, en kebabs y picnics o en paquetes para viajes por carretera. Otros componentes opcionales incluyen tomates a la parrilla, pimientos (a la parrilla o crudos), limones frescos u otras verduras.